# Mike Williams (jugador de fútbol americano)
Mike Williams (Búfalo, Nueva York; 18 de mayo de 1987-Tampa, Florida; 12 de septiembre de 2023) fue un jugador estadounidense de fútbol americano que jugó siete años en la posición de wide receiver con tres equipos en siete temporadas en la NFL.

## Carrera

### Universitario
Antes de jugar para Syracuse Orange jugaba tanto a la ofensiva como en la defensa, pero decide jugar de wide receiver logrando 461 yardas en 24 recepciones con 4 touchdowns en su año de novato. En su segundo año fue seleccionado en el segundo equipo del Big East Conference donde tuvo 60 recepciones para 837 yardas y 10 touchdowns en 12 partidos. Se perdería la temporada de 2008 por razones académicas.
El 3 de septiembre de 2009 Williams dejó el equipo por una posible suspensión por romper el reglamento luego de involucrarse en un accidente automovilístico junto a sus compañeros Antwon Bailey, Andrew Tiller y Torrey Ball. Antes de dejar el equipo en 2009 consiguió 49 recepciones para 746 yardas y seis touchdowns en 7 partidos.

### Profesional
Fue seleccionado en la cuarta ronda en la posición global 101 del Draft de 2010 por los Tampa Bay Buccaneers y firmó un contrato de cuatro temporadas en junio de ese año. Hace su debut en la NFL el 12 de septiembre de 2010 ante los Cleveland Browns, donde tuvo 5 recepciones para 30 yardas y un touchdown. En su primera temporada como profesional Williams se convirtió en el primer novato de los Buccaneers en anotar un touchdown en partidos consecutivos desde que Carnell Williams lo hiciera en 2005. El 31 de octubre de 2010 Williams tuvo su primer partido de 100 yardas en Arizona, cuando logró 105 yardas en cuatro recepciones y un touchdown.
Williams fue titular en los 16 partidos como novato y consiguió 65 recepciones para 964 yardas y 11 touchdowns. Sus 11 touchdowns fueron un récord de la franquicia de los Buccaneers de más recepciones de touchdown en una temporada. Tras su gran primer año, Williams terminó en segundo lugar en la votación para el novato ofensivo del año, y fue finalista para el premio al novato del año de la NFL. También fue nominado por The Sporting News NFL All- Rookie Team and PFW/PFWA All-Rookie Team y fue el líder de los novatos de la NFL en yardas (964), recepciones (65) y touchdowns (11) en 2010.
En 2011 Williams tuvo números menores a causa de las lesiones, pero aun así consiguió 68 pases para 771 yardas, y en 2012 tuvo su mejor registro en yardas con 996.
El 24 de julio de 2013 se reportó que Williams había firmado un nuevo contrato por seis temporadas y $40.25 millones con los Buccaneers, con lo que se quedaría en Tampa Bay al menos hasta 2018. El 28 de octubre del mismo año los Bucs envían a Williams a la lista de lesionados, por lo que terminaría la temporada con los Buccaneers. Williams batalló con una lesión de hombro por varias semanas y terminó la temporada con 22 recepciones para 216 y dos touchdowns.
El 4 de abril de 2014 Williams sería cambiado a los Buffalo Bills, el equipo de su ciudad natal, por una selección de sexta ronda del Draft, luego de que el año anterior había firmado una extensión de contrato con los Buccaneers. El 13 de octubre de 2014 se reportó que Williams había pedido a los Bills que lo cambiaran. Williams fue colocado en la lista de waivers/lesionados el 8 de diciembre de 2014. Luego de no ser reclamado de la lista de waivers, sería colocado en la lista de lesionados de los Bills al día siguiente. El 22 de diciembre de 2014 se recuperó de su lesión de pantorrilla y fue liberado por los Bills. 
El 8 de diciembre de 2015 Williams fue suspendido por seis semanas por la NFL, pero se perdió la temporada debido a que era agente libre. El 25 de abril de 2016 firmó con los Kansas City Chiefs, pero sería dejado en libertad el 25 de agosto de 2016.

## Accidente y muerte
Williams pasó a trabajar en una construcción, de donde salió seriamente lesionado a causa de un accidente laboral, una viga de acero golpeó su cabeza, paralizando su brazo derecho e incapacitándolo. El 1 de septiembre de 2023 fue hospitalizado después de tener problemas respiratorios y contusiones. En la noche del 5 de septiembre Jon Scott, el reportero de los Buffalo Bills, confirmó la falsa noticia del fallecimiento del jugador estadounidense, que posteriormente sí se haría cierta al morir el 12 de septiembre.